# Poa wolfii
Poa wolfii är en gräsart som beskrevs av Frank Lamson Scribner. Poa wolfii ingår i släktet gröen, och familjen gräs. Inga underarter finns listade i Catalogue of Life.